# Synagoga chasydów z Bobowej w Krakowie
Synagoga chasydów z Bobowej – dawna synagoga, która znajdowała się w Krakowie, na piętrze kamienicy przy ulicy Estery 12, na Kazimierzu.

## Historia
Synagoga założona w 1871 roku, przez chasydów z Bobowej, zwolenników cadyków z rodu Halberstamów. Obok sali modlitw mieściła się również szkoła talmudyczna. Podczas II wojny światowej hitlerowcy zdewastowali synagogę.
Po zakończeniu wojny w budynku synagogi mieściła się pracownia stolarska, a następnie mieszkania. W 1996 roku gmina Kraków przekazała budynek Stowarzyszeniu Wspólnota Brata Alberta, które urządziło w nim noclegownię dla bezdomnych oraz charytatywną stołówkę, wydającą dziennie ponad 200 posiłków osobom biednym, dzieciom i bezdomnym.
Do dziś nic się nie zachowało z pierwotnego wyposażenia synagogi, co mogłoby wskazywać na jej pierwotny charakter.

## Spór o odzyskanie synagogi
W 2001 roku, na mocy na mocy ustawy z 1997 roku o restytucji mienia żydowskiego synagoga została zwrócona Gminie Wyznaniowej Żydowskiej w Krakowie.
Mimo zwrotu budynku gminie żydowskiej, nadal działa w nim noclegownia i stołówka Stowarzyszenia Wspólnota Brata Alberta. Taki stan rzeczy bardzo nie podoba się gminie, która nie może użytkować budynku już od kilku lat. W 2004 roku sprawa toczyła się w sądzie.

## Galeria

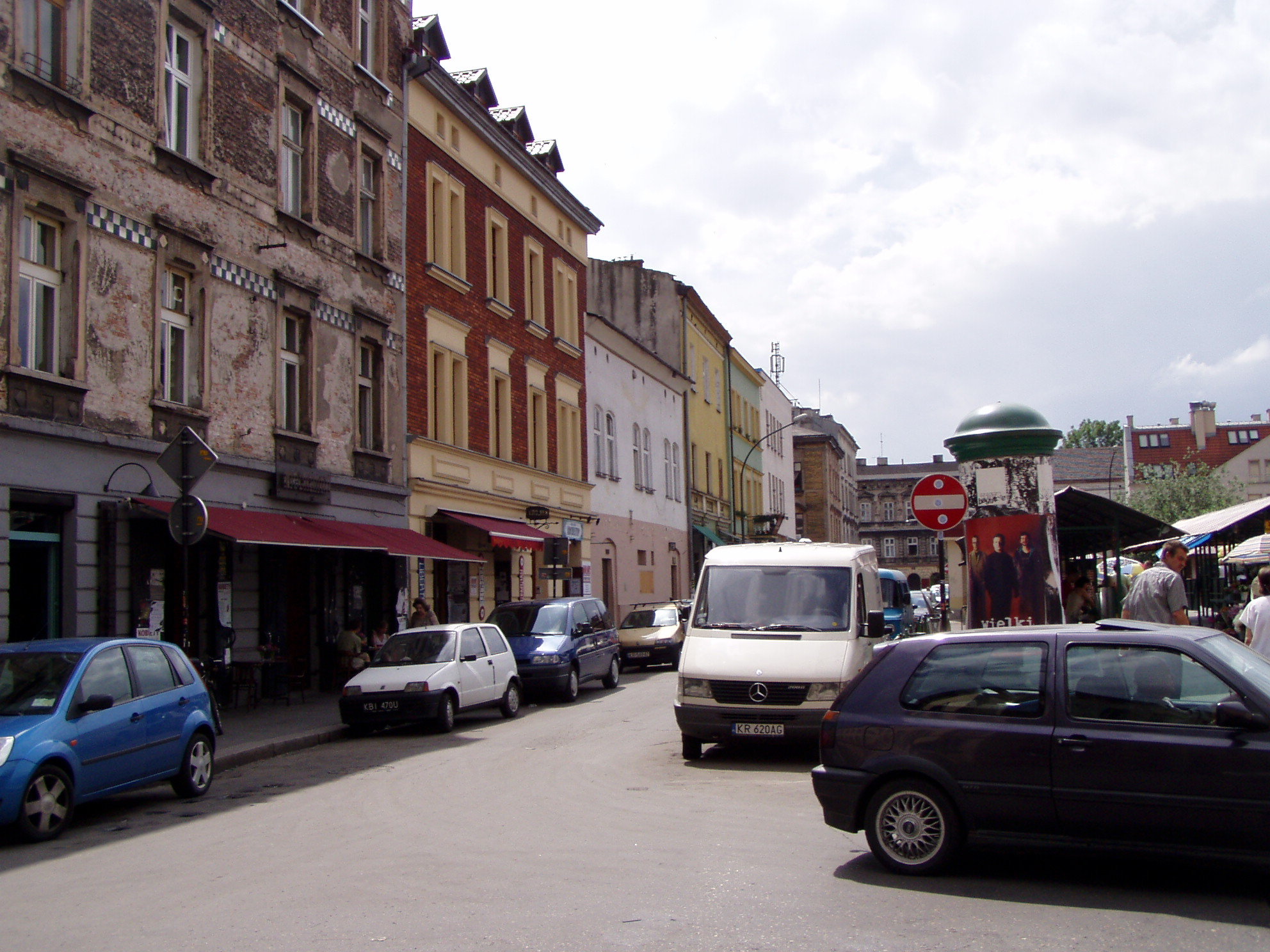
Ul. Estery (2007)
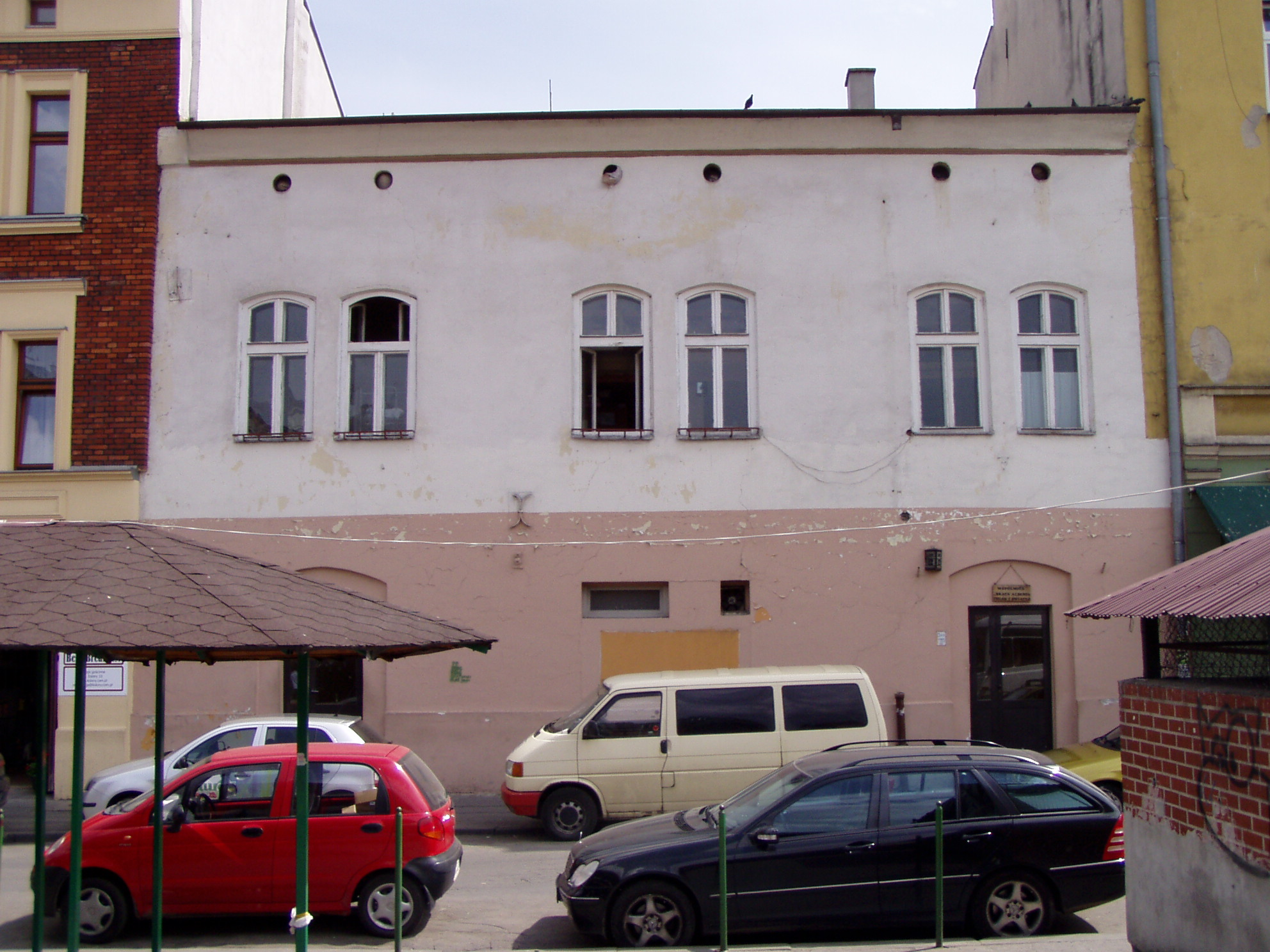
Synagoga (2007)
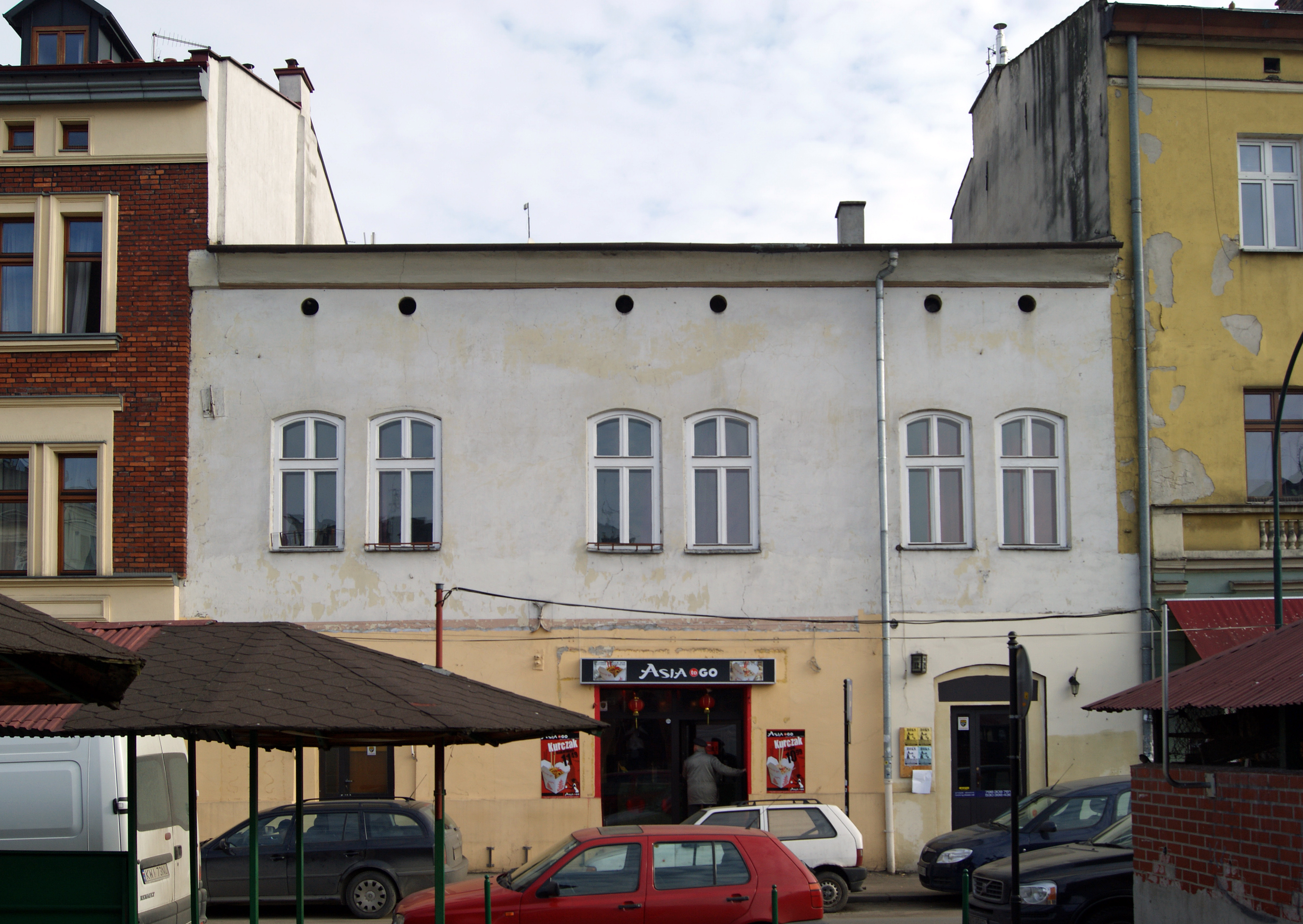
Synagoga (2012)